# خريطة ابستورف

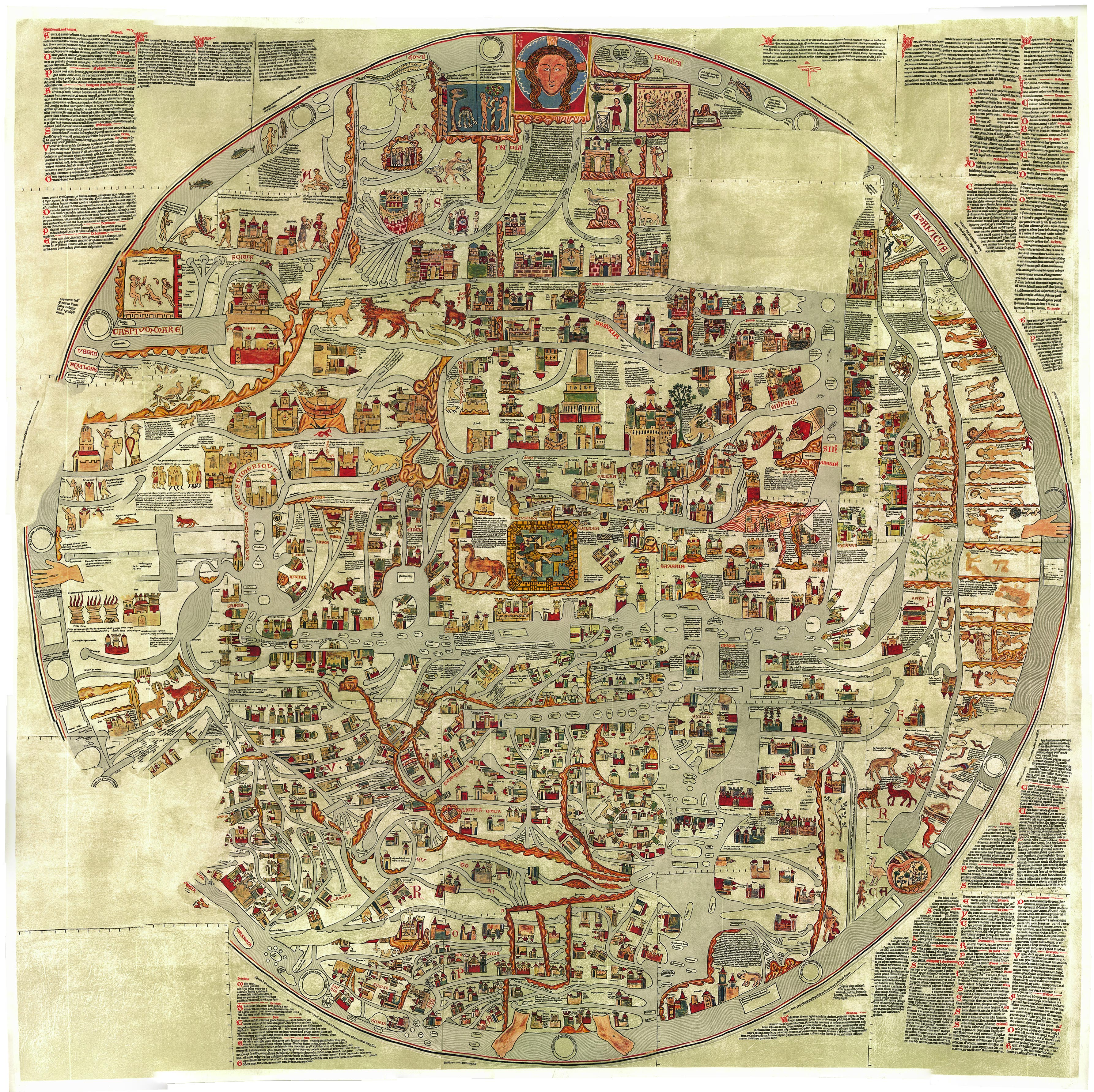
صورة لاستنساخ لخريطة إبستورف

خريطة ابستورف هي مثال على المابا موندي (خريطة أوروبية من العصور الوسطى للعالم) تشبه خريطة هيرفورد في إنجلترا. صنعها جيرفاسي الإبستورفي في وقت ما في القرن الثالث عشر، ربما كان جيرفاسي تيلبوري هو نفس الرجل الذي قام بصنعها. 

## الوصف
تم العثور على الخريطة في دير في ابستورف، في شمال ألمانيا، في عام 1843.  كانت خريطة كبيرة جدًا، رسمت على 30 قطعة من جلد الماعز مخيطًا مع بعضها البعض، وقياسها حوالي 3.6 by 3.6 متر (12 قدم × 12 قدم)- نسخة مفصلة إلى حد كبير من الخريطة الثلاثية المشتركة في العصور الوسطى، أو T و O ، المتمركزة على القدس مع الشرق في الأعلى.
كان هناك نص حول الخريطة، والذي تضمن وصفًا للحيوانات، نشأة العالم، وتعريفات للمصطلحات، ورسمًا لخريطة T و O الأكثر شيوعًا مع شرح لكيفية تقسيم العالم إلى ثلاثة أجزاء. تضمنت الخريطة كلا التاريخ الوثني والتاريخ التوراتي . 
تم تدمير الخريطة الأصلية عام 1943 ، أثناء قصف الحلفاء لهانوفر في الحرب العالمية الثانية. توجد هناك مجموعة من الصور الفوتوغرافية بالأبيض والأسود للخريطة الأصلية، التي التقطت في عام 1891 ، وقد صنعت عدة صور ملونة بالألوان قبل تدميرها.

## روابط خارجية
- صورة عالية الجودة للخريطة
- وصف مفصل للخريطة نسخة محفوظة 23 فبراير 2020 على موقع واي باك مشين.